# Карвово (Полицький повіт)
Карвово (пол. Karwowo) — село в Польщі, у гміні Колбасково Полицького повіту Західнопоморського воєводства.
Населення — 121 особа (2011).
У 1975-1998 роках село належало до Щецинського воєводства.

## Демографія
Демографічна структура станом на 31 березня 2011 року:
|          | Загалом | Допрацездатний вік | Працездатний вік | Постпрацездатний вік |
| -------- | ------- | ------------------ | ---------------- | -------------------- |
| Чоловіки | 48      | 15                 | 29               | 4                    |
| Жінки    | 73      | 26                 | 39               | 8                    |
| Разом    | 121     | 41                 | 68               | 12                   |